# Przyjdź
Przyjdź – debiutancki album studyjny polskiej supergrupy 2Tm2,3 wydany nakładem oficyny Metal Mind Productions 17 marca 1997 roku.
Charakteryzuje się ostrym rockowo-metalowym brzmieniem, niekiedy przeplatanym lub uzupełnianym instrumentami takimi jak flet. Na krążku można znaleźć też utwory w stylu reggae i nawiązujące do muzyki kościelnej.
W 1996 roku powstał film dokumentalny pt. 2Tm2,3 - chrześcijański rock ukazujący sesję nagraniową płyty zespołu w studio DR w Wiśle. Film wyreżyserowali Andrzej Horubała i Maciej Chmiel.
Album promował singel „Marana Tha” z 14 lipca 2006.
Dzięki pośrednictwu Macieja Zięby album trafił do papieża Jana Pawła II, który wysłuchał muzyki i wyraził się o niej przychylnie.
Grupa otrzymała za płytę nominację do nagrody Fryderyk 1997 w kategorii Album roku – hard & heavy.

## Lista utworów
1. „Genesis” – 0:41
2. „Marana Tha” – 4:51
3. „Jezus jest Panem” – 3:16
4. „Psalm 8” – 6:32
5. „Kto nas odłączy” – 4:48
6. „Kantyk trzech młodzieńców” – 8:08
7. „Uwiodłeś mnie, Panie” – 4:35
8. „Benedictus” – 3:48
9. „W obliczu aniołów” – 6:18
10. „Magnificat” – 4:18
11. „Getsemani” – 5:35
12. „Słuchaj, Izraelu” – 4:10

## Twórcy
- Litza - gitara, śpiew
- Maleo - śpiew, gitara
- Budzy - śpiew, gitara
- Marcin Pospieszalski - bas, kontrabas, altówka, pianino, instrumenty perkusyjne
- Tomasz Goehs - perkusja
- Robert Drężek - gitara
- Joszko Broda - fujara sałaśnikowa, piszczałki, fujara postna, okaryna, dudy gajdy istebniańskie, trombita beskidzka, róg sygnałowy, drumla
- Angelika - śpiew
- Ślimak - gitara, instrumenty perkusyjne
- Dziki - konga
- Kasia - śpiew
- Lori Wallet - śpiew
- o. Augustyn - śpiew
- Adam Toczko - śpiew, tamburyn, produkcja muzyczna
- Grzegorz Piwkowski (High-End Audio) - mastering